# Handbal Club Zalău
Maillots
Dernière mise à jour : 13 août 2013.
Le HC Zalău est un club roumain de handball féminin basé à Zalău.

## Palmarès
Compétitions internationales
- Coupe Challenge (1) : 1996
- Coupe EHF : finaliste en 2012, 3e en 2013
- Coupe d'Europe des vainqueurs de coupe : demi-finaliste en 1994, 1998 et 2001

Compétitions nationales
- Championnat de Roumanie (3) : 2001, 2004 et 2005
- Coupe de Roumanie (1) : 2003

### Anciens joueuses
- Ramona Farcău
- Steluța Luca (en)
- Crina Pintea
- Georgiana Ciuciulete (en)
- Valeria Beșe (ro)
- Roxana Han (en)
- / Simona Spiridon (en)
- Ana Maria Șomoi (ro)
- Talida Tolnai